# تل رشتان
تل رشتان مربوط به دوران‌های تاریخی پس از اسلام است و در کازرون، ابتدای ورودی شهر از طرف شیراز واقع شده و این اثر در تاریخ ۲۵ اسفند ۱۳۷۹ با شمارهٔ ثبت ۳۳۸۵ به‌عنوان یکی از آثار ملی ایران به ثبت رسیده است.